# Self Destruct
Self Destruct è un singolo della cantante statunitense Slayyyter, pubblicato il 21 ottobre 2020 come primo estratto dall’album di debutto Troubled Paradise. Tale singolo vede la collaborazione del produttore musicale Wuki.

## Video musicale
Il videoclip della canzone è stato reso disponibile in concomitanza con l'uscita del singolo.

## Tracce
1. Self Destruct – 2:15 (testo: Catherine Slater,Kris Barman)